# Shkodra Elektronike
 (транскр.  Шкодра електронике) је албански музички дуо из Скадра. Представници су Албаније на Песми Евровизије 2025. са песмом Zjerm.